# Serlon II de Hauteville
Serlon II de Hauteville (en italien : Serlone d'Altavilla ; v. 1035 - 1072) est un chevalier normand qui participa à la conquête de la Sicile musulmane.

## Biographie
Natif du duché de Normandie, Serlon est le fils de Serlon de Hauteville, l'un des nombreux fils de Tancrède de Hauteville, petit seigneur du Cotentin.
Dans les années 1050, il décide d'émigrer en Italie méridionale où se sont déjà illustrés plusieurs membres de sa famille. Il quitta peut-être la Normandie en même temps que plusieurs de ses oncles dont Roger, qui arrivèrent dans le sud de l'Italie vers 1057. Au début des années 1060, Serlon se trouve en Sicile où il combat les Musulmans aux côtés de son oncle Roger. En 1063, dirigeant une petite troupe d'une trentaine de chevaliers, il participe aux côtés de son oncle, d'Ansgot de Pucheuil et de Roussel de Bailleul, à la célèbre bataille de Cerami où, selon la légende, 136 Normands osent s'affronter à une armée musulmane de 50 000 hommes. Dans cette bataille, où saint Georges en personne serait intervenu, tout de blanc vêtu, armé d'une lance et chevauchant aux côtés des chevaliers normands, les troupes musulmanes furent battues.
Conjointement avec son compagnon d'arme Arisgot, il reçut en 1071 de la part de ses oncles Roger (devenu comte de Sicile) et Robert (duc d'Apulie et de Calabre), la moitié de la Sicile (dont la conquête n'est pas encore achevée).
En 1072, quelques mois après le partage de l'île et la prise de Palerme sur les Musulmans, Serlon trouva la mort près de Nicosia. Trahi par un riche seigneur musulman de Castrogiovanni prénommé Ibrahim (avec qui il s'était lié d'amitié), il tomba dans une embuscade et, avec une petite troupe, s'était réfugié en haut d'une roche où, plutôt que de se rendre, lutta vaillamment jusqu'à la mort, mourant en héros. Selon le chroniqueur Geoffroi Malaterra, des soldats musulmans lui auraient arraché le cœur et l'auraient mangé pour s'approprier sa valeur guerrière et sa vertu chevaleresque,. Décapité, sa tête fut envoyée en Ifriqiya au sultan Tamim ben al-Muizz qui fera défiler ce trophée dans les rues de Mahdia.
Sur le lieu du massacre sera plus tard élevée en son souvenir une grande croix, et aujourd'hui encore ce lieu se nomme la « Pietra di Serlone », c'est-à-dire la « Pierre de Serlon ». Cette croix était encore présente au milieu du XXe siècle.
Son épouse était une fille de Rodolphe de Moulins, comte de Bojano. À sa mort, elle se remaria avec un certain Angelmar.

## Sources
- Geoffroi Malaterra, De rebus gestis Rogerii Calabriae et Siciliae comitis et Roberti Guiscardi ducis fratris eius, L. II.